# Cabra del Camp
Cabra del Camp è un comune spagnolo di 682 abitanti situato nella comunità autonoma della Catalogna.